# 服部敏良
服部 敏良（はっとり としろう、1906年11月15日 - 1992年6月16日）は、日本の医師、医学史研究家。医学博士、文学博士。

## 略歴
岐阜県山県郡高富町（現・山県市）生まれ。名古屋医科大学(現・名古屋大学医学部）卒業。1936年、「アドレナリンとヒスタミンの胃液分泌に及ぼす拮抗作用に就いての臨床的並びに実験的研究」で同大学より医学博士を授与される。愛知県一宮市の山下病院に勤務、1942年から1976年まで院長を務める。
医業のかたわら日本医学史の著作を多く著し、1965年「日本医学史、とくに鎌倉時代医学史の研究」で第18回中日文化賞を受賞。1973年「日本中世医学史の研究」で文学博士（駒澤大学）を取得した。
長男の服部外志之（1937-2014）も医師（名古屋大学医学博士）で1976年から2000年まで山下病院長、2010年、最高顧問。

## 著書
- 『奈良時代医学の研究』東京堂 1945 『奈良時代医学史の研究』吉川弘文館
- 『平安時代医学の研究』桑名文星堂 1955 『平安時代医学史の研究』吉川弘文館
- 『鎌倉時代医学史の研究』吉川弘文館 1964
- 『仏教教典を中心とした釈迦の医学』黎明書房 1968
- 『室町安土桃山時代医学史の研究』吉川弘文館 1971
- 『王朝貴族の病状診断』吉川弘文館 1975
- 『江戸時代医学史の研究』吉川弘文館 1978
- 『日本医学史研究余話』科学書院 1981
- 『山下病院八十年の歩み』山下病院 1981
- 『無私庵雑記』科学書院 1982
- 『英雄たちの病状診断 その病気・性格が日本の歴史を変えた』PHP研究所 1983 21世紀図書館
- 『近代諸家の死因』吉川弘文館 1986
- 『医学史研究余録』吉川弘文館 1987
- 『思い出の記』私家版、1988
- 『事典有名人の死亡診断 近代編』吉川弘文館 2010